# Марія Крістіна Австрійська (королева Іспанії)
Марія Крістіна Австрійська (нім. Maria Christina von Österreich), Марія Крістіна Габсбург-Лотаринзька (нім. Maria Christina von Habsburg-Lothringen; ісп. María Cristina de Habsburgo-Lorena); 21 жовтня 1858 — 8 вересня 1929) — ерцгерцогиня Австрійська з династії Габсбургів, донька австрійського ерцгерцога Карла Фердинанда та ерцгерцогині Єлизавети Франциски, дружина короля Іспанії Альфонса XII, матір короля Альфонса XIII. Регентка Іспанії у 1885—1902 роках.
На час її регентства припала Іспансько-американська війна, внаслідок якої Іспанія втратила свої колоніальні володіння.

## Біографія

### Дитинство та юність
Марія Крістіна народилася 21 жовтня 1858 року у замку Ґросс-Зеєловіц у Моравії в Австрійській імперії. Вона була третьою дитиною та старшою донькою в родині ерцгерцогині Австрійської Єлизавети Франциски та її другого чоловіка ерцгерцога Карла Фердинанда. Дівчинка мала старшого брата Фрідріха. Ще один брат помер немовлям до її народження. Від першого шлюбу матері Марія Крістіна мала старшу єдиноутробну сестру Марію Терезу. Згодом сім'я поповнилася молодшими синами Карлом Стефаном та Ойгеном.
Мешкало сімейство у віденських апартаментах, також часто бувало у Ґросс-Зеєловіці.
Марія Крістіна отримала типове католицьке виховання і вважалася дуже освіченою.
У Відні вона познайомилася зі своїм майбутнім чоловіком, королем Іспанії Альфонсом XII. В той час він був пристрасно закоханий в орлеанську принцесу Марію де лас Мерседес, яка зрештою стала його дружиною. Однак, у червні 1878, після шести місяців шлюбу, вона померла. Альфонсо вже зібрався одружитися із її старшою сестрою, проте та також пішла з життя від туберкульозу у серпні 1879.
Марія Крістіна від 1875 року була настоятелькою монастиря для шляхтянок у Празі. Її кандидатуру в ролі наступної нареченої для короля Іспанії підібрав голова ради міністрів Антоніо Кановас дель Кастільо. Хоча Альфонсо знаходив матір Марії Крістіни більш привабливою за саму наречену, на шлюб він погодився. Посаг за принцесою дав імператор Франц Йосиф I.

### Шлюб
Весілля 21-річної Марії Крістіни із 22-річним королем Іспанії відбулося 29 листопада 1879 року у Королівському палаці Мадрида. У шлюбі народила трьох дітей. Вже за місяць після весілля на подружжя був здійснений замах. Робітник з Галісії Гонсалес Отеро стріляв у них, коли пара поверталася з прогулянки. Альфонс та Марія Крістіна не постраждали.
У перші роки шлюбу Альфонс, сумуючи за першою дружиною, впав у сексуальну несамовитість та постійно зраджував дружині. Того часу в нього народилися двоє синів від оперної співачки Єлени Санс. Лише, коли становище королеви стало нестерпним, вона почала докоряти чоловікові за таку поведінку. В останні роки пара пережила моменти найбільшого зближення.

### Регентство
Наприкінці осені 1885 чоловік помер від туберкульозу. На момент його смерті королева була вагітною. За шість місяців народила єдиного сина, який від народження став королем. Марія Крістіна наступні 16 років виконувала при ньому функції регентки.

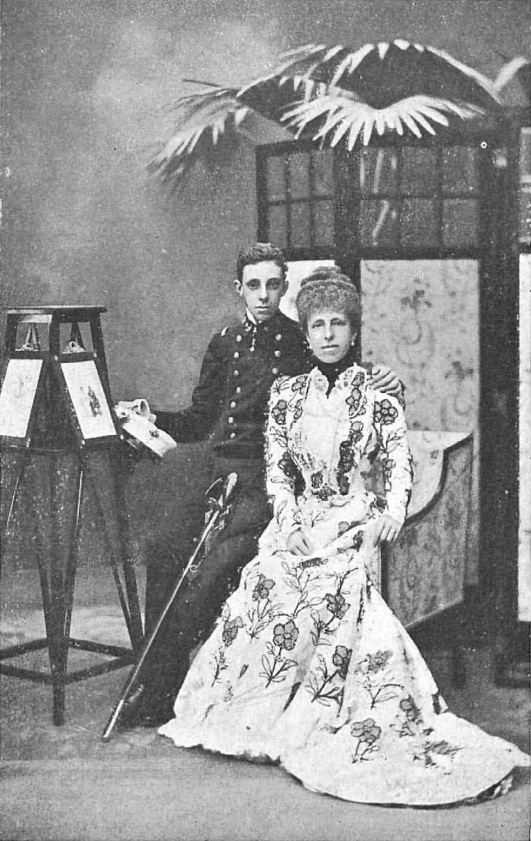
Марія Крістіна з сином, фото Крістіана Францена 1901 року

Правила вона досить помірковано, шанувала та дотримувалися конституції. На політичній арені боролися ліберали та консерватори, королева трималася осторонь. Чималу роль в цьому зіграв її духівник Хосе Фернандес Монтанья. Цей високоосвічений чоловік в той же час був вихователем короля Альфонсо XIII.
Роль в управлінні країною у Марії Крістіни була передусім представницькою. Вона оголошувала кандидатів на посаду голови кабінету міністрів, а також деякі прийняті закони, які мали державне значення, наприклад, загальне виборче право. Першим главою кабінету міністрів став Пракседес Матео Сагаста. Між іншим, його кабінет звільнив рабів на Кубі, розширив компетенцію суду присяжних та прийняв закон про цивільний шлюб. Згодом він кілька разів знову очолював уряд.
В останні роки регентства сильно загострилися проблеми в Марокко, а також у соціальній сфері всередині країни. З новою силою розгорявся сепаратистський рух в Каталонії. Зрештою, у 1898 році Іспанія втратила свої останні колонії — це був знаковий момент в історії країни.
На свого сина королева мала величезний вплив. Він з дитинства виховувався в досить закритій обстановці, займалися його вихованням матір та тітка, навчанням відало невелике коло осіб, йому ні в чому не відмовляли. Не зважаючи на це, він зміг вирости прихильним до ліберальних ідей.

### Останні роки
Після 1902 року Марія Крістіна присвятила себе благодійності та сімейним справам.
У 1905 році Альфонсо закохався у Вікторію Євгенію Баттенберг. Матір відмовилася давати йому благословення на шлюб, оскільки наречена була протестанткою та могла бути носієм гемофілії, як її предки. За півроку сину таки вдалося вмовити Марію Крістіну, і вона потурбувалася про уможливлення заручин.
Після одруження пари у 1906 році, вдовіюча королева перестала бути першою леді країни, однак Альфонсо часто звертався до неї за порадами у державних справах.
Померла Марія Крістіна 6 лютого 1929 року у Королівському палаці в Мадриді. Поховали її в Пантеоні королів монастиря Ескоріал.

## Родина
Чоловік — Альфонсо XII
Дітиː

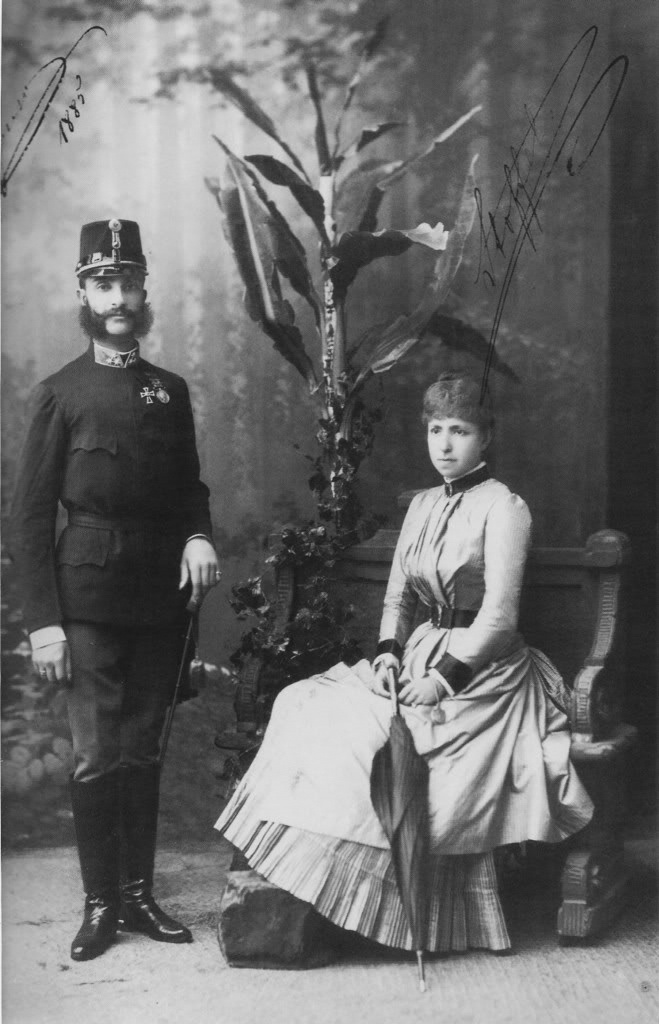
Марія Крістіна та Альфонс XII, 1885

- Марія де лас Мерседес (1880—1904) — дружина принца Карла Бурбон-Сицилійського, мала двох синів;
- Марія Тереза (1882—1912) — дружина принца Фердинанда Баварського, мала четверо дітей;
- Альфонс (1886—1941) — наступний король Іспанії від народження до 1931 року, був одруженим із Вікторією Євгенією Баттенберг, мав семеро дітей.

## Нагороди
- Орден Королеви Марії Луїзи № 805 (Іспанія);
- Орден Зіркового хреста (Австро-Угорщина);
- Королівський орден Вікторії та Альберта (Велика Британія);
- Золота троянда (нагорода папи римського) (1886).

## Титули
- 21 липня 1858—29 листопада 1879 — Її Імператорська та Королівська Високість Ерцгерцогиня Марія Крістіна Австрійська, Королівська Принцеса Угорщини та Богемії;
- 29 листопада 1879—25 листопада 1885 — Її Величність Королева;
- 25 листопада 1885—17 травня 1902 — Її Величність Королева-Регентка;
- 17 травня 1902—31 травня 1906 — Її Величність Королева;
- 31 травня 1906—6 лютого 1929 — Її Величність Королева-Матір.

## Кіновтілення
- Марія Каньєте у іспанській стрічці «Маркіз де Саламанка» 1948 року режисера Едгара Невілла;
- Марга Лопес у іспанській біографічній драмі «Куди ти йдеш, сумуючи?» 1960 року режисерів Альфонсо Балькасара та Гільєрмо Касеса.

## Вшанування пам'яті
- На честь королеви названий проспект Avenida de la Reina María Cristina у Барселоні.[13]